# Целинный сельсовет (Курганская область)
Целинный сельсовет — упразднённые административно-территориальная единица и муниципальное образование со статусом сельского поселения в составе Целинного района Курганской области.
Административный центр — село Целинное.
Законом Курганской области от 29.06.2021 № 73 к 9 июля 2021 года сельсовет упразднён в связи с преобразованием муниципального района в муниципальный округ.

## История
В соответствии с Законом Курганской области от 6 июля 2004 года № 419 сельсовет наделён статусом сельского поселения.

## Население
| 1989  | 2002  | 2004  | 2010  | 2012  | 2013  | 2014  |
| ----- | ----- | ----- | ----- | ----- | ----- | ----- |
| 6730  | ↘5843 | ↗6228 | ↘5076 | ↘4979 | ↘4932 | ↗4951 |
| 2015  | 2016  | 2017  | 2018  | 2019  | 2020  |       |
| ↗5012 | ↗5082 | ↗5145 | ↘5125 | ↘5093 | ↘5066 |       |

## Состав сельского поселения
| № | Населённый пункт | Тип населённого пункта       | Население |
| - | ---------------- | ---------------------------- | --------- |
| 1 | Целинное         | село, административный центр | ↘4619     |